# Tarcisio Vincenzo Benedetti

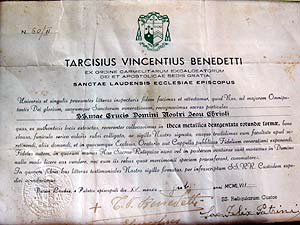
Il documento presente alla basilica di Aparecida (Brasile), con la firma del vescovo Benedetti, in qualità di autenticatore di un frammento della Santa Croce.

Tarcisio Vincenzo Benedetti (Treviolo, 28 ottobre 1899 – Lodi, 24 maggio 1972) è stato un vescovo cattolico italiano.

## Biografia
Nato a Treviolo, entrò nell'Ordine dei carmelitani scalzi e il 17 luglio 1927 fu ordinato sacerdote.
Nominato vescovo ausiliare di Sabina e Poggio Mirteto il 10 giugno 1949, l'11 novembre 1952 fu promosso vescovo di Lodi.
A lui si deve il grande restauro della cattedrale di Lodi e la costruzione della chiesa del Carmelo alla periferia della città con l'annesso monastero di San Giuseppe delle carmelitane scalze.
Morì il 24 maggio 1972.
È sepolto nella cripta della cattedrale di Lodi.

## Genealogia episcopale e successione apostolica
La genealogia episcopale è:
- Cardinale Scipione Rebiba
- Cardinale Giulio Antonio Santori
- Cardinale Girolamo Bernerio, O.P.
- Arcivescovo Galeazzo Sanvitale
- Cardinale Ludovico Ludovisi
- Cardinale Luigi Caetani
- Cardinale Ulderico Carpegna
- Cardinale Paluzzo Paluzzi Altieri degli Albertoni
- Papa Benedetto XIII
- Papa Benedetto XIV
- Cardinale Enrico Enriquez
- Arcivescovo Manuel Quintano Bonifaz
- Cardinale Buenaventura Córdoba Espinosa de la Cerda
- Cardinale Giuseppe Maria Doria Pamphilj
- Papa Pio VIII
- Papa Pio IX
- Cardinale Alessandro Franchi
- Cardinale Giovanni Simeoni
- Cardinale Antonio Agliardi
- Cardinale Basilio Pompilj
- Cardinale Adeodato Piazza, O.C.D.
- Vescovo Tarcisio Vincenzo Benedetti, O.C.D.

La successione apostolica è:
- Vescovo Carlo Livraghi (1956)